# Huinculsaurus montesi
Huinculsaurus montesi ("lagarto de la Formación Huincul de Eduardo Montes") es la única especie conocida del género extinto Huinculsaurus de dinosaurio terópodo elafrosaurino, que vivió a mediados del período Cretácico, hace unos 97 a 93 millones de años durante el Cenomaniense, en lo que es hoy Sudamérica. Descubierto en  la Formación Huincul, en la Provincia del Neuquén, Argentina . Es el elafrosaurino más tardío conocido, data del período Cretácico superior.

## Clasificación

Comparación de tamaño

En el análisis filogenético realizado por Baiano, Coria y Cau (2020), Huinculsaurus fue asignado a la subfamilia Elaphrosaurinae dentro de Noasauridae. Esta subfamilia incluye terópodos gráciles y de pequeño a mediano tamaño, como Elaphrosaurus y Limusaurus, conocidos del Jurásico Superior de África y Asia, respectivamente. La inclusión de Huinculsaurus en este grupo extiende la presencia temporal de los elafrosaurinos hasta el Cretácico Superior, siendo el miembro más reciente conocido de esta subfamilia.

## Paleoecología
La Formación Huincul es conocida por su rica diversidad de dinosaurios, incluyendo grandes terópodos como Mapusaurus y otros abelisauroideos como Ilokelesia. La coexistencia de Huinculsaurus con estos grandes depredadores sugiere una posible partición ecológica, donde Huinculsaurus podría haber ocupado un nicho diferente, posiblemente como un omnívoro o herbívoro, adaptado a una dieta distinta y a un estilo de vida más cursorial.

## Importancia paleontológica
El descubrimiento de Huinculsaurus proporciona evidencia de la persistencia de los elafrosaurinos en Gondwana hasta el Cretácico Superior, ampliando el conocimiento sobre la distribución temporal y geográfica de este grupo. Además, resalta la diversidad de terópodos presentes en la Formación Huincul y contribuye a la comprensión de las faunas de dinosaurios del Cretácico en América del Sur.